# Гробница (фильм)
«Гробница» (англ. The Tomb) — низкобюджетный фильм, снятый в 1985 году режиссёром Фредом Реем по новелле Брэма Стокера.

## Сюжет
Грабитель могил выкрадывает из неизвестной египетской усыпальницы несколько драгоценностей, не предполагая, что это артефакты, сохраняющие подобие жизни их хозяйке — принцессе Нефратис. Так как амулеты попадают в Калифорнию, она отправляется туда и убивает профессора, инициировавшего разграбление могилы. Сын профессора Дэвид и его подруга Хелен решают выяснить, что же стоит за убийством учёного.

## В ролях
- Камерон Митчел — доктор Говард Филлипс
- Джон Кэррадайн — господин Андохеб
- Сибил Дэннинг — Джейд
- Сьюзан Стоки — Хелен
- Ричард Алан Хенч — Дэвид Мэннерс
- Мишель Бауэр — Нефратис
- Дэвид О’Хара — Джон Баннинг
- Джордж Хоз — доктор Стюард
- Стью Уелтман — детектив Салливан
- Фрэнк МакДональд — офицер Ульман
- Виктор Фон Райт — детектив
- Джек Франкель — доктор Мэннрс
- Питер Конуэй — агент по продажам
- Брэд Аррингтон — агент по продажам
- Эммануель Шипов — Юссеф
- Крейг Хаманн — Тайлер
- Доун Уайлдсмит — Анна Конда